# ホーム・アンド・アウェー (1988年のテレビドラマ)
『ホーム・アンド・アウェー』（英語: Home and Away）は、オーストラリアのテレビソープオペラ。セブン・ネットワークで1988年1月17日に初公開された。